# 제임스 호프 그랜트

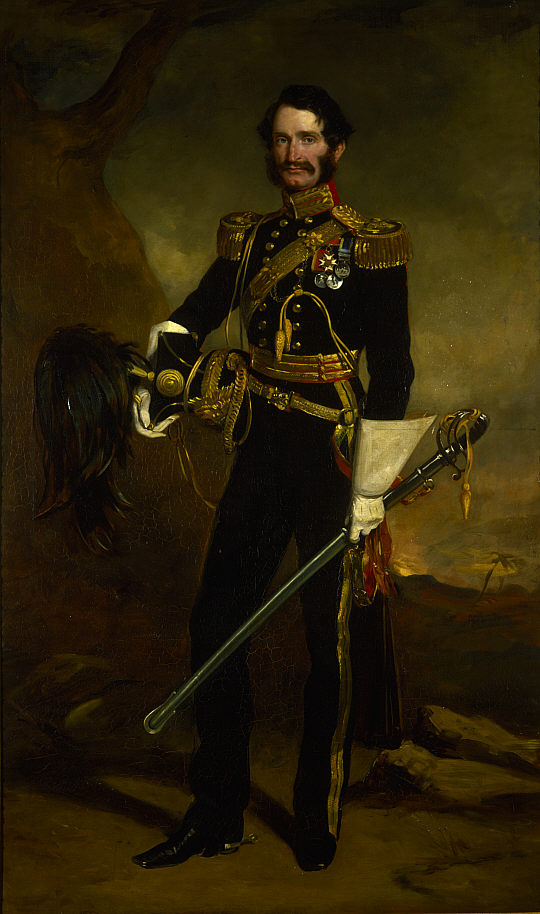
1853년의 초상화

제임스 호프 그랜트 경(Sir James Hope Grant, GCB, 1808년 6월 22일~1875년 3월 7일)은 영국의 군인이다.
육군 대위로서 아편 전쟁 중에 중국 전선에 참전했으며, 인도의 반란을 다스리기도 하였다. 1860년 베이징 공략 때 공을 세워 영국의 동양 진출의 길을 열었다.

## 서훈
- 1858년 바스 훈장 2등급(KCB, 작위급 훈장)
- 1861년 바스 훈장 1등급(GCB, 작위급 훈장)